# موريس هارفي
موريس هارفي (بالإنجليزية: Maurice Harvey)‏ هو لاعب كرة قدم أمريكية أمريكي، ولد في 14 يناير 1956 في سينسيناتي في الولايات المتحدة.

## وصلات خارجية
- موريس هارفي على موقع مرجع كرة القدم المحترفة.كوم (الإنجليزية)